# 氧气
氧气（英語：oxygen gas）通常指双氧（dioxygen，分子式：O2），是由两个氧原子通过共价键组成的双原子分子，也是氧元素在自然界中最常见的单质形态。氧气在常温标准状况下是气态，在现今的地球大气层中按气体分压计算大约占空气成分的21%，密度为1.429g/L，比空气略大；游离态在水中的溶解度较低。氧气是活性较高的氧化剂，自身不可燃但可助燃其它化学反应，是生物圈内所有真核细胞生物进行呼吸作用产生生物能必需的一种化学物质。

## 科學史
氧气最先是由卡尔·威廉·舍勒发现的，约瑟夫·普利斯特里也于之后成功发现，但由于约瑟夫首先发表论文，所以很多人仍然认为氧气是约瑟夫首先发现的。氧气的英文名是“Dioxygen”，由拉瓦锡定名于1777年，他利用氧气所进行的试验在燃烧和腐蚀的方面打败了当时流行的燃素说。

### 普利斯特里的實驗
約瑟夫·普利斯特里將一隻燃燒的蠟燭放入密閉的玻璃罩中，蠟燭燃燒一段時間即熄滅；如果將一隻老鼠與燃燒的蠟燭一同放在密閉的玻璃罩中，老鼠在蠟燭燃盡後不久即死亡；如果以植物取代老鼠並以陽光照射，植物不僅不會在蠟燭燃盡後死亡，在蠟燭燃盡一段時間後再放入另一支點燃的蠟燭，該蠟燭甚至可以燃燒的更劇烈。
由於普利斯特里為燃素說的支持者，他推論植物可產生能助燃、維持生物生存的氣體，即氧氣，而燃燒則會使氧氣與燃素結合而被「污染」，因此在著作中將氧氣稱為「脫去燃素的氣體」，氧氣燃燒後產生的二氧化碳則被稱為「固定氣體」。

### 中文命名
“氧氣”这一中文名稱是十九世紀清朝科學家徐壽命名的。他認為人的生存離不開氧氣，所以就命名為「養氣」即「養氣之質」，後來就用「氧」代替了「養」字，便叫「氧氣」。
氧氣旧称“酸素”，来自日语，英语也是来自希腊词根（oxy），表示“酸”，因为曾认为所有的酸都含有這種氣體。現在日文裡氧氣的名稱仍然是「／ Sanso」。而台語受到台灣日治時期的影響，也以「酸素」之日語發音稱呼氧氣。

## 分布

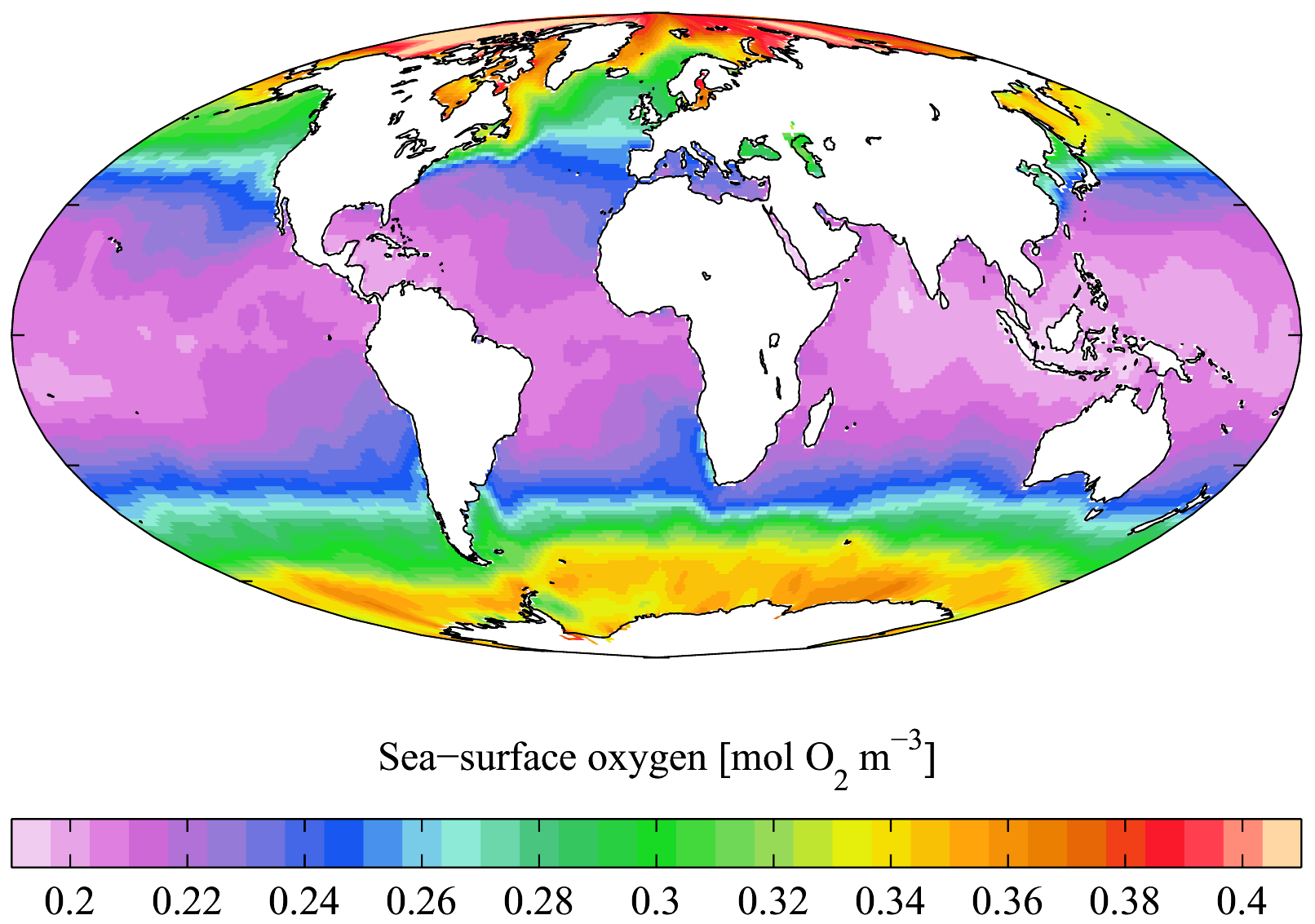
相對地冷的海洋有比較多的O_{2}。

地球空气中大约含有体积为20.947%的以单质形式存在的氧气。拉瓦锡曾利用汞与曲颈甑测出空气中氧气的含量。实验室里也可以通过红磷或白磷大致测出空气中的氧气含量。
在八大行星中，地球是含氧气最多的，其他的类地行星（例如金星、火星）几乎没有氧气。而很久以前地球上的原始大气也没有氧气。
在森林、湿地等植被丰富的地区，氧气含量相对更加丰富。一般，在一天之内，早晨是含氧气中最少的时候。

### 大气层氧气的历史

地球大气层中氧气的含量。红线和绿线分别代表上限和下限。变化可分为五个阶段：
第一阶段（38.5-24.5亿年前）：大气层中几乎没有氧气
第二阶段（24.5-18.5亿年前）：氧气逐渐产生，但溶解于海洋中，与岩石进行氧化反应
第三阶段（18.5-8.5亿年前）：氧气从海洋中释放出来，但被地表吸收，或转变成臭氧形成臭氧层
第四、第五阶段（8.5亿年前至今）：氧气开始在大气层中积累

大气层氧气的出现源于两种作用，一个是由日光中的紫外线照射水分子引发、无需生物参与的光分解作用，一个是需要藍綠菌、藻类和植物等叶绿素生物参与的光合作用。后者在地球史上对大气层的影响巨大，在新太古代末期造成了大气层和海洋由偏还原性向偏氧化性的转变，从而在古元古代因为氧化耗光了大气甲烷而改变温室效应引发极端气候变化造成了历时三亿年的极寒时期。新出现的大量游离氧气也摧残了当时主要由厌氧的古菌菌毯组成的早期生物圈，使得好氧细菌和厌氧菌共生的混生菌毯成为主流，从而促进了古菌和好氧菌发生内共生并演化出了可以充分利用有氧呼吸进行代谢的真核生物。同时紫外线对游离氧气的光解，加上大气层中放电造成的随机电解作用，使得一小部分氧气被转变成了三原子的同素异构体——臭氧，并在平流层形成了一个保护性的臭氧层，可以阻隔有害的短波紫外线对地表的照射。
随着中元古代早期真核生物再次和蓝绿菌发生内共生演化出了原始质体生物，藻类（特别是绿藻和红藻）逐渐取代蓝绿菌成为地球上主要的氧气生产者。然而随着一类淡水绿藻（轮藻）中的一支在古生代的奥陶纪成功在陆地上定殖，有胚植物出现并从此彻底改变了地球的陆地外貌。在那个尚且没有陆生动物的时代，以蕨类为主的维管植物在志留纪中期出现并大范围扩散，并在泥盆纪早期形成了以热带湿地为基础、不断扩散的煤炭森林，大气层含氧量也一度飙升，在石炭纪甚至达到了空气成分的35%。氧气含量的增加使得依赖于渗透方式输氧的陆生节肢动物在形态上出现巨型化（比如节胸蜈蚣和巨脈蜻蜓），直到石炭纪晚期雨林崩溃和之后二叠纪盘古超大陆的形成，内陆气候的干燥化使得森林和树沼退缩形成沙漠，被子植物逐渐取代了蕨类植物，氧气浓度也回落到与现今相近的水平。

## 结构
氧气由氧分子（O2）构成。每一个氧气分子由2个氧原子构成。
氧氣是双原子分子，兩個氧原子形成共价键，一個2p轨道形成σ键，另两個2p轨道形成π键。其分子軌域式为(σ1s)2(σ1s*)2(σ2s)2(σ2s*)2(σ2p)2(π2p)4(π2p*)2，因此氧氣是奇电子分子，具有顺磁性。

### 分子結構

氧氣分子的軌域圖。左右兩旁為各氧原子的原子軌域，中間為原子軌域重疊後所形成的分子軌域。共12個2p電子根據構造原理從低至高順序填入分子軌域，其中最高兩個電子不成對，是氧氣諸多性質的根源。

氧氣分子{\displaystyle {\ce {O2}}}由兩個氧原子鍵合組成，又稱雙原子氧。分子軌域理論能夠很好地解釋氧氣分子的鍵合和性質（見圖）。兩個氧原子各自的s軌域和p軌域結合後，形成一系列成鍵與反鍵分子軌域。{\displaystyle 1s}和{\displaystyle 2s}原子軌域分別結合，形成{\displaystyle \sigma _{s}}成鍵分子軌域和{\displaystyle {\sigma _{s}}^{*}}反鍵分子軌域。{\displaystyle 2p}原子軌域結合後，成為6個能級不同的分子軌域──{\displaystyle \sigma _{p}}、{\displaystyle \pi _{x}}和{\displaystyle \pi _{y}}成鍵軌域，以及對應的{\displaystyle {\sigma _{p}}^{*}}、{\displaystyle {\pi _{x}}^{*}}和{\displaystyle {\pi _{y}}^{*}}反鍵軌域，其中兩個{\displaystyle \pi }軌域及兩個π*的能量分別相同。
電子按照構造原理，從低能量至高能量順序填入分子軌域。{\displaystyle 2p}電子共有8個，其中兩個填入{\displaystyle \sigma _{p}}，四個分別成對填入兩個π軌域，餘下兩個不成對地分別填入兩個{\displaystyle \pi ^{*}}軌域。從成鍵軌域電子數和反鍵軌域電子數可得出，氧氣分子的鍵級為{\displaystyle {\frac {6-2}{2}}=2}。這兩個不成對電子是氧氣分子的價電子，它們決定了氧氣的性質。
根據洪德規則，在基態下兩個價電子的自旋互相平行，因此氧氣分子的最低能態為三重態，即有三個能量相同而自旋不同的量子態。由於兩個價電子不成對，所以兩個{\displaystyle \pi ^{*}}軌域均處於半滿的狀態。這使得氧氣有雙自由基的性質，還可以解釋氧氣的順磁性。（氧氣分子之間的負交換能也導致一部分的順磁性。）由於含不成對電子，所以氧氣與多數有機分子的反應較慢，有機物因而不會自發燃燒。
氧氣分子除了有能量最低的三重態（{\displaystyle ^{3}\textstyle \sum _{g}}）以外，還有兩種能量高得多的單態。在這兩個激發態下，兩個價電子的自旋互相反平行，違反洪德規則。這兩種單態的差別在於，兩個價電子是位於同一個{\displaystyle \pi ^{*}}軌域中（{\displaystyle ^{1}\Delta _{g}}），還是分開佔據兩個{\displaystyle \pi ^{*}}軌域（{\displaystyle ^{1}\textstyle \sum _{g}}）。{\displaystyle ^{1}\textstyle \sum _{g}}在能量上不穩定，會迅速變為更穩定的{\displaystyle ^{1}\Delta _{g}}。{\displaystyle ^{1}\textstyle \sum _{g}}狀態下的氧氣有抗磁性，而{\displaystyle ^{1}\Delta _{g}}狀態下的氧氣則因為既有的軌道磁矩而具有順磁性，其磁強度與三重態氧相約。
單態氧對於有機物的反應性比普通氧氣分子強得多。短波長光在分解對流層中的臭氧時會產生單態氧。在免疫系統中，單態氧是活性氧的來源之一。光合作用會利用陽光的能量，從水產生出單重態氧。在進行光合作用的生物中，類胡蘿蔔素有助吸收單態氧的能量，並將它轉換成基態氧，從而避免單態氧對組織造成損壞。

## 制取

### 发生

#### 化学方法
加热氯酸钾
实验室小规模制氧一般会加热氯酸钾和催化剂二氧化锰的混合物，生成氧气和氯化钾。其中，二氧化锰是催化剂。其发生装置是固固加热型，需要使用试管。
{\displaystyle {\ce {2KClO3{\overset {MnO2}{\underset {\vartriangle }{=\!=\!=\!=}}}{2KCl}+3O2\uparrow }}}
用此方法制得的氧气通常混有少量刺激性气味的气体氯气。
加热高锰酸钾
加热高锰酸钾生成锰酸钾、二氧化锰和氧气。发生装置与加热氯酸钾制氧气的装置相同，但试管口需要塞棉花，避免加热时高锰酸钾粉末进入导管而堵塞导管。导管被堵塞时，试管内压强增大，有可能导致试管炸裂。
{\displaystyle {\ce {2KMnO_{4}{\overset {\vartriangle }{=\!=}}{K2MnO4}+{MnO2}+O2\uparrow }}}
分解过氧化氢
用过氧化氢溶液（双氧水）和催化剂二氧化锰反应的方法也可以制得氧气，同时产生水。发生装置为固液不加热型装置，通常使用锥形瓶，有时需要分液漏斗。
{\displaystyle {\ce {2H2O2{\overset {MnO2}{=\!=\!=\!=}}{2H2O}+O2\uparrow }}}
这种方法简单易操作，节约能源，且生成物没有污染，是实验室制取氧气的常用方法之一。
电解水
电解水也能制得氧气。电解水时，正极产生氧气，负极产生氢气。氢气的体积比氧气体积的2倍多一点点（氧气不易溶于水，氢气难溶于水）。
{\displaystyle {\ce {2H2O{\overset {\text{通　电}}{=\!=\!=\!=}}{2H2\uparrow }+O2\uparrow }}}
需要注意的是，化学方程式中的“通电”不能写成“电解”。

#### 物理方法
物理制取氧气的方法通常用于工业上。使用分离液态空气法（利用空气中各气体的沸点不同来分离出氧气）。
低温制取
氧气的熔点、沸点与其他气体不同，所以可以利用这一特性将空气冷却至-200℃以下，然后滤出氧气。
分子筛
高分子透氧膜可以快速将氧气过滤出来。

### 收集
氧气不易溶于水，密度比空气大，所以可以用排水集氣法收集比较纯的氧气，或者使用向上排空气法收集较干燥的氧气。

### 装瓶
中国国家标准规定，氧气气瓶为淡蓝色，而美国则用绿色。

## 单线态氧和三线态氧
普通氧气含有两个未配对的电子，等同于一个双游离基。两个未配对电子的自旋状态相同，自旋量子数之和S = 1，2S + 1 = 3，因而基态的氧分子自旋多重性为3，称为三线态氧。
在受激发下，氧气分子的两个未配对电子发生配对，自旋量子数的代数和 S = 0，2S + 1 = 1，称为单线态氧。
空气中的氧气绝大多数为三线态氧。紫外线的照射及一些有机分子对氧气的能量传递是形成单线态氧的主要原因。单线态氧的氧化能力高于三线态氧。
单线态氧的分子類似烯烴分子，因而可以和雙烯發生狄爾斯-阿爾德反應。

## 毒性
虽然呼吸需要氧气，但是人和动物长期待在高压氧舱中，或者呼吸纯氧会发生氧气中毒，造成神经中毒的现象。其毒理过程为肺部毛细管屏障被破坏，导致肺水肿、肺淤血和出血，严重影响呼吸功能，进而使各脏器缺氧而发生损害。

## 用途
氧氣的運用包括鋼鐵的冶煉、塑料和紡織品的製造以及作為火箭推進劑與進行氧氣療法，也用來在飛機、潛艇、太空船、潛水及火災中維持生命。

### 供给呼吸
除厌氧菌外，几乎所有的生物都需要氧气来呼吸。生物细胞内的线粒体会将氧气转化为二氧化碳，同时释放能量。同时，绿色植物叶绿体光合作用迅速产生氧气。当生物圈内消费者（或二氧化碳排放）过多而绿色植物（生产者）过少，氧气就会减少，即破坏碳—氧平衡、温室效应。
在太空船等封闭空间，人呼吸会消耗氧气，此时可以通过催化剂使二氧化碳转化为氧气。在室内等封闭空间摆放绿色植物也可以增加氧气，但是绿色植物在晚上或者阴雨天不适宜摆在室内。

### 助燃
几乎所有的可燃物燃烧都需要氧气。能够支持聚合物燃烧的氧气的最小浓度叫作极限氧指数。
可燃物燃烧是剧烈氧化反应，常见的燃烧有：
- 硫：{\displaystyle {\ce {S{}+O2{\overset {\text{点　燃}}{=\!=\!=\!=}}SO2}}}
- 碳：
  - 氧气充足时：{\displaystyle {\ce {C{}+O2{\overset {\text{点　燃}}{=\!=\!=\!=}}CO2}}}
  - 氧气不充足时：{\displaystyle {\ce {2C{}+O2{\overset {\text{点　燃}}{=\!=\!=\!=}}2CO}}}
- 镁：{\displaystyle {\ce {2Mg{}+O2{\overset {\text{点　燃}}{=\!=\!=\!=}}2MgO}}}
- 铁：只能在纯氧中燃烧：{\displaystyle {\ce {3Fe{}+2O2{\overset {\text{点　燃}}{=\!=\!=\!=}}Fe3O4}}}
- 一氧化碳：{\displaystyle {\ce {2CO{}+O2{\overset {\text{点　燃}}{=\!=\!=\!=}}2CO2}}}
- 磷：{\displaystyle {\ce {4P{}+5O2{\overset {\text{点　燃}}{=\!=\!=\!=}}2P2O5}}}

镁是一个例外。镁在氧气、二氧化碳、氮气中都能够燃烧。